# Martingala (finimento)

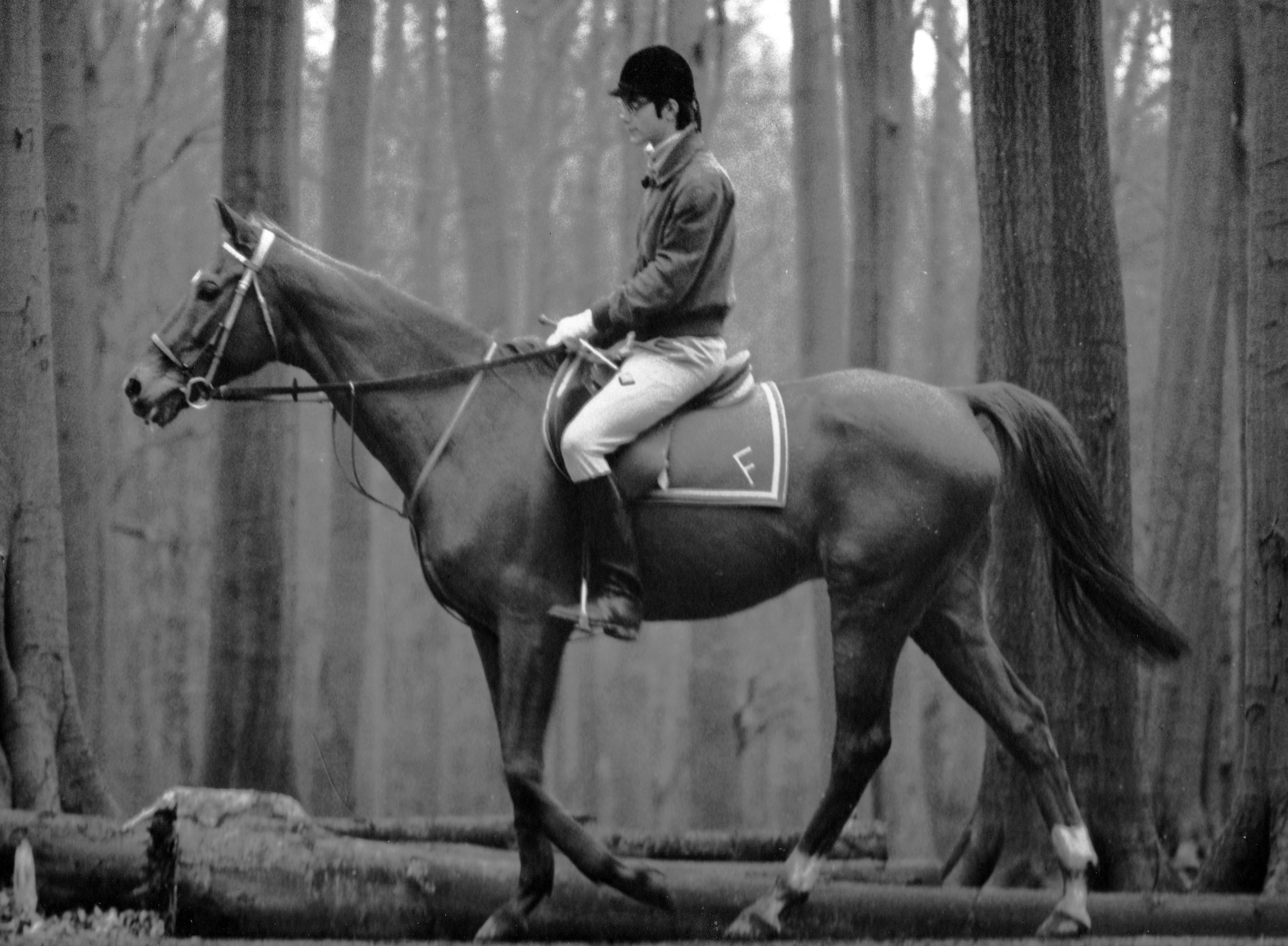
Cavallo con martingala.

La martingala è un finimento usato per controllare la posizione della testa del cavallo oppure delle redini, a seconda del tipo. È usato negli sport equestri che prevedono salti: il salto ostacoli, il completo, oltre che nel polo. L'uso della martingala non è consentito nel dressage.
I due tipi di martingala più comuni sono quella fissa e quella a forchetta, la prima è ideata per controllare la testa del cavallo, la seconda per tenere in posizione le redini.

## La martingala fissa
La martingala fissa consiste in una cinghia a collare intorno al collo del cavallo, e da due cinghie inserite sulla parte più bassa della prima, nel punto di passaggio fra il collo e il petto del cavallo. Una delle due cinghie raggiunge il sottopancia; l'altra è fissata alla parte inferiore della capezzina (parte della testiera). Tutte le cinghie sono di lunghezza regolabile.
La martingala fissa non dev'essere usata con una capezzina tedesca o con una capezzina messicana. Può essere utilizzata con una capezzina tedesca doppia, ma agganciandola solo all'elemento posteriore e non al cinturino chiudibocca.
Quando il cavallo alza eccessivamente la testa, la martingala si tende ed esercita una pressione sul naso del cavallo. La martingala fissa è preferita nel polo ma anche nel completo e nel salto a ostacoli.
La martingala fissa dev'essere regolata in lunghezza in modo che la cinghia che raggiunge la capezzina possa quasi toccare la gola del cavallo, quando viene sollevata dopo essere stata applicata.
Nel punto dove le cinghie si incrociano, dovrebbe essere applicato un fermo costituito da un anello di gomma, in modo che le cinghie non scivolino una sull'altra e l'anello a collare non possa spostarsi in avanti sul collo del cavallo.

## La martingala a forchetta
Analogamente alla martingala fissa, anche la martingala a forchetta ha una cinghia a collare e una cinghia che la fissa al sottopancia. La cinghia anteriore, al contrario, si biforca e termina con due anelli, attraverso i quali passano le redini. 
A differenza di quella fissa, non serve assolutamente per evitare che il cavallo alzi la testa. La sua funzione originale è impedire che le redini possano passare entrambe da un lato dell'incollatura oppure entrambe davanti in caso di abbandono involontario da parte del cavaliere durante la pratica di sport equestri che prevedano tali rischi o durante la pratica con principianti.
Tuttavia, quando il cavallo alza la testa oltre il punto di aggiustamento degli anelli, la martingala applica una tensione sulle redini dall'alto verso il basso, aumentando la pressione dell'imboccatura sulle barre. Questo fa sì che in certi casi il cavallo riabbassi la testa, ma in genere si determina una reazione con effetti opposti ai voluti.
La martingala a forchetta concede maggiore libertà al cavallo. Se un cavallo inciampa nella fase di atterraggio dopo un salto, il cavaliere può allentare le redini concedendogli di utilizzare liberamente la testa ed il collo. Per questo motivo, solo la martingala a forchetta è permessa nelle gare di completo negli USA. Anche chi esercita il salto ostacoli preferisce la martingala a forchetta alla martingala fissa.
La martingala a forchetta dev'essere utilizzata con le olive, fermi in gomma o cuoio infilati sulle redini fra l'imboccatura e l'anello della martingala. Se non si usano le olive, la martingala può scivolare in avanti ed impigliarsi all'anello dell'imboccatura, bloccando la testa del cavallo e rischiando di farlo cadere. Nelle gare di completo USA, un cavaliere può essere squalificato se usa una martingala a forchetta senza le olive.
La martingala a forchetta dev'essere regolata in modo che ogni elemento della forchetta abbia un gioco di circa un pollice, quando la testa del cavallo è nella posizione normale. Le redini dovrebbero formare una linea retta fino all'imboccatura fino a quando la martingala non entra in tensione.

## La martingala irlandese
La martingala irlandese è fatta di una striscia di cuoio con due anelli alle estremità. Le redini sono fatte passare attraverso gli anelli prima di essere affibbiate una all'altra. La funzione della martingala irlandese non è quella di controllare la testa del cavallo, ma di evitare che le redini oltrepassino la testa del cavallo, in caso di una caduta del cavaliere.
La martingala irlandese viene usata raramente, e più spesso nelle corse, specialmente nelle siepi, specialità in cui le cadute sono frequenti.

## Prevenire le impennate
Un'altra funzione della martingala è quello di impedire che il cavallo si impenni. Poiché questo finimento impedisce al cavallo di sollevare la testa molto in alto, non gli consente di impennarsi. Questo uso è frequente nei cavalli giovani.